# Áramlásos kémia
Napjainkban a folyamatos áramú, áramlásos kémiai (flow) szintézismódszerek egyre növekvő népszerűségre tesznek szert. Ezek a technológiák régóta ismertek a vegyiparban, de a szintetikus kémiában való megjelenésük csak az ezredforduló környékére tehető.
Az áramlásos kémia annyit tesz, hogy a hagyományosan gömblombikban, vagy más egyéb edényben mechanikusan kevertetve végrehajtott kémiai reakciók helyett, a kiindulási anyagok oldatát egy csőrendszeren folyamatosan áramoltatjuk, és az átalakulások az áramlás közben valósulnak meg. Ez az elrendezés számos előnnyel jár a hagyományos lombikos eljárásokhoz képest. A kiindulási anyagok folyamatos áramlása valamilyen szállítórendszer (nagypontosságú pumpák és gáz adagoló rendszerek) segítségével biztosított. Ebből adódóan a szakaszos (batch) szintézisekkel ellentétben folyamatos áramú módszerek esetén a reakcióidő nem értelmezhető, helyette tartózkodási időről beszélünk, ami a kiindulási anyagok aktív reaktorzónában, vagyis a reaktor azon térrészben töltött idejét jelenti, ahol a tényleges reakció történik.

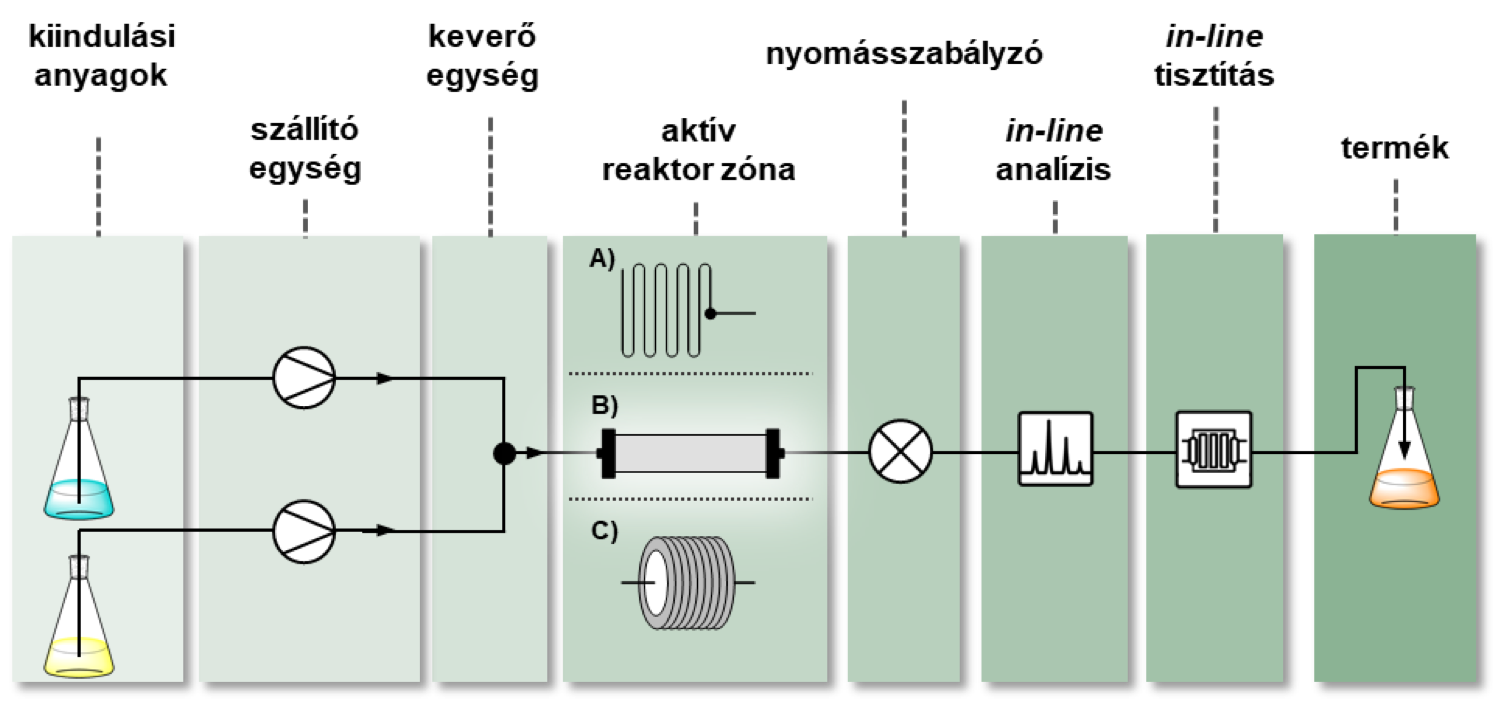
Áramlásos kémiai rendszer sematikus vázlata.

Az áramlásos kémia fejlődését jól mutatja a Chemical Reviews folyóiratban megjelent összefoglaló cikk, melyben közel 800 irodalmi hivatkozáson keresztül mutatják be az áramlásos kémiát. Az áramlásos kémia helyzetét erősíti, hogy  az Egyesült Államok Élelmiszer- és Gyógyszerügynöksége (S. L. Lee, Presented in part at the 3RD Food & Drug Administration/Product Quality Research Institute Conference on Advancing Product Washington, DC, March, 2017.) és az Európai Gyógyszerügynökség (European Pharmaceutical Review, August 2018.) is a közelmúltban jelentette be a folyamatos áramlásos kémiai szintézisek és technológiák bevezetésének és alkalmazásának a támogatását. Továbbá 2019-ben a Nemzetközi Elméleti és Alkalmazott Kémiai szövetség (IUPAC) az áramlásos kémiát a 10 leggyorsabban fejlődő, feltörekvő (emerging) technológiák közé sorolta.

## Szakaszos (batch) vs áramlásos (flow) szintézisek

### Paraméter definíciók összehasonlítása
Reakció sztöchiometria: A szakaszos szintézisek során ezt a kémiai reagensek koncentrációja és térfogataránya határozza meg. Áramlásos folyamatokban ezt a reagensek koncentrációja és több reagens egyidejű beadagolása esetén az áramlási sebességek aránya határozza meg.
Reakció/tartózkodási idő: A szakaszos szintézisek során ezt az határozza meg, hogy a reakcióedényt mennyi ideig tartják egy adott hőmérsékleten. Az áramlásos technológiákban a tartózkodási időt a reaktor hasznos térfogatának és az általános áramlási sebességnek az aránya adja meg.

## Áramlásos kémiai reakciók
Természetesen az áramlásos kémiai reakciók végrehajtása is számos előnnyel és hátránnyal is járhat. Az áramlásos kémia előnyeit az ausztrál Nemzeti Tudományos Ügynökség (CSIRO) ebben videóban nagyszerűen bemutatja: https://www.youtube.com/watch?v=bPmOsSswppI

### Előnyök
- Áramlásos reaktorokra a rendszer geometriai tulajdonságaiból adódóan lényegesen nagyobb felület/térfogat arány jellemző, amely jóval kedvezőbb termikus- és koncentrációprofilt eredményez. Az endoterm és az exoterm reakciók is könnyen termosztálhatók.
- A reagensek keveredését másodpercek alatt el lehet érni az áramlásos rendszerekben alkalmazott kisebb méretekben. Így lehetővé válik az ún. flask kémia, mely rövid élet idejű (<milisec), nem túl stabil intermedierekkel végrehajtott kémiai reakciók kivitelezését jelenti.[4][5]
- A reakcióhőmérsékletet az oldószer forráspontja fölé is lehet emelni, a reaktor után elhelyezett nyomásszabályzó alkalmazása esetén. A kis méreteknek köszönhetően a hőmérséklet szabályozás hatékony és pontos.
- Gázbevezetéssel járó reakciók is könnyen elvégezhetők.
- Biztonságosabb működés:
  - hőmérsékleti viszonyok jól kézben tarthatók
  - kisebb reakció mennyiségek biztonságos munkavégzést tesznek lehetővé[6]
  - biztonságosabb munkavégzés veszélyes vegyszerekkel: többlépéses reakciók elvégezhetők egy rendszeren belül, így a lépések közötti feldolgozás és a vegyszerek levegővel vagy emberekkel való érintkezése elkerülhető (különösen fontos mérgező vagy instabil vegyületek esetében)
- Az áramlásos kémiai reakciók/technológiák/folyamatok könnyen automatizálhatók,[7] ezzel teljesítve a 4. ipari forradalom készülékek hálózatba kapcsolására vonatkozó követelményét. Egy mostanában megjelent publikáció szerint a Pfizer kutatói egy naponta 1500-nál is több Suzuki reakciót vizsgáló folyamatos üzemű, automatizált HTPS (nagy áteresztőképességű szűrés módszer) rendszert mutattak be.[8] Számos egyéb technológia, úgymint in-line analitikai eljárások, tisztítási, feldolgozási vagy akár formulálási lépések is könnyen és biztonságosan integrálhatók az áramlásos folyamatba. Az intelligens monitorozás és online elemzés integrálásával a teljes kémiai műveletek automatizálhatók. A könnyebb és jobb folyamatszabályozás hatékonyabbá teszi a reakciót és minimalizálja a melléktermék és hulladék keletkezését.
- Reaktorok méretnövelése egyszerűbben, térfogatnöveléssel (scale-up) vagy rendszer párhuzamosításával (scale-out) is elérhető, minimális folyamatfejlesztési és tervezési munkával.[9]
- Ezen előnyöknek köszönhetően jobb termelések/szelektivitások érhetőek el, reakcióidők órákról percekre csökkenthetők. Ez ipari szempontból rendkívül fontos, ugyanis alacsonyabb energiafelhasználást, kevesebb hulladékot, kevesebb munkaóra ráfordítást, nagyobb biztonságot és csökkentett költségeket eredményezhet, azaz kisebb környezeti lábnyomot.
- Napi 24 órás működést tesz lehetővé heti 7 nap.Klasszikus szakaszos (A) és folyamatos áramú (B) többlépéses szintézisstratégiák.[1]

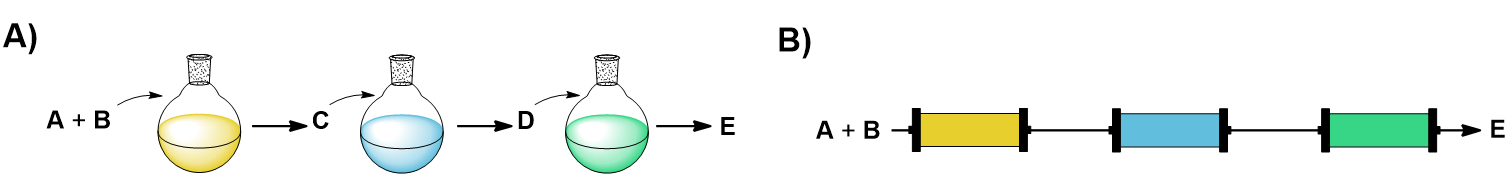
Klasszikus szakaszos (A) és folyamatos áramú (B) többlépéses szintézisstratégiák.

### Hátrányok
- Egyedi/dedikált eszközökre van szükség: a pontos és folyamatos adagoláshoz (pumpák, gázadagolók), ezek csatlakoztatásához, stb.
- Indítási, leállítási, tisztítási eljárásokat kell meghatározni.
- Reaktív anyagokra vonatkozó tárolási előírások továbbra is fennállnak.

Paskhova és Greiner tanulmányozták a folyamatok hátrányait kis léptékű folyamatos üzemű gyártási folyamatokban.

## Folyamatos üzemű áramlásos kémiai reaktorok
A folyamatos átfolyásos reaktorok általában fémből, üvegből vagy valamilyen műanyagból (PTFE, PEEK) készülnek. Annak ellenére, hogy a műanyag reaktorok talán az egyik legelterjedtebbek, a fém reaktorok jobb hőmérséklet és nyomás tűrőképességgel bírnak. A reaktor kialakítása ugyancsak nagy szerepet játszik a hatékony fázis összekeverésben, hiszen a megfelelő méret és geometria megválasztásával, illetve csatorna kialakítással növelhetjük a határfelületeket. Ennél fogva az áramlásos rendszerek jobban teljesítenek, mint a szakaszos eljárások. Geometriájukat tekintve a flow kémiai reaktorok jellemzően kis átmérőjű csatornákat tartalmaznak, amelyek közül a leggyakrabban az ún. chip, tekercselt vagy spirális csőreaktor (coiled loop) és töltött ágyas reaktorokat (packed-bed reactor, (PBR)) alkalmazzák. Ezekben a kis mennyiségek miatt jó hőátadási viszonyok valósulnak meg, és az anyagi minőségtől függően akár -78 °C és +300 °C között is alkalmazhatók. Egyes reaktor típusokban fotokatalizált reakciók is elvégezhetők.
A reagensek reaktorban való tartózkodási idejét (azaz a klasszikus lombikos szintézishez hasonlítva a reakció melegítésének vagy lehűtésének az időtartamát) a reaktor térfogatából és az azon átfolyó reakcióelegy sebességből kell kiszámítani:
Tartózkodási idő = Reaktor térfogata / áramlási sebessége
Ezért a hosszabb tartózkodási idő elérése érdekében a reagenseket kisebb sebességgel kell áramoltatni / vagy egy nagyobb térfogatú reaktort lehet használni.

### Loop reaktorok
A loop reaktorok széles körben elterjedtek a flow kémiában. Ezek anyaga általában közönséges, kereskedelmi forgalomban kapható inert fluoropolimer (PTFE, PFA, FEP) vagy rozsdamentes acél, esetleg PEEK [poli(éter-éter-keton)] csövekből készül. A csövezés alakját tekintve feltekert cső formájú, a méretezésük többnyire 1/8′′ vagy 1/16′′ külső átmérőjű csövek, melyek változatos belső átmérővel rendelkezhetnek (0.01′′, 0.02′′, 0.03′′, 0.04′′, 1/16′′, stb). A megfelelő anyagi minőség kiválasztása a felhasználás céljának megfelelően történik. A fluoropolimerek hőmérséklet és nyomással szembeni stabilitása a csövezés falvastagságán múlik, amely információt a gyártó szolgáltatja. UV és látható sugárzással szemben az FEP bizonyítottan megfelelő, elsősorban a kiváló fény áteresztő képességének köszönhetően. Rozsdamentes acél a megfelelő választás magas hőmérséklet és nyomás esetén, noha kis ellenállása van a korrozív, maró anyagokkal szemben (ilyen esetben ötvözeteket célszerű használni).

### Chip reaktor
A kémiai, különösen a biokémiai analízis területén kiemelt szerep jut a mikrofluidikai és a Lab-on-a-Chip technológiáknak. Az ilyen eszközökben a mikroméret és az arányos méret csökkentés számos hatása előnyösen használható fel, az enzimatikus folyamatok költséghatékonnyá tehetők a makroméretű megvalósításhoz képest. A mikroreaktorok olyan, mikrotechnológiával készülő reakciórendszerek, melyek mérete legalább az egyik dimenzióban a szubmilliméteres tartományba esik. Az arányos méretcsökkentés hatásainak kiaknázása által mikroreaktoros környezetben jobb hatékonysággal hajthatók végre a reakciók, mint a hagyományos makroszkopikus reaktorokban. A mikroreaktorban zajló folyamatok kizárólag időfüggést mutatnak, azaz a termelési volumen növelése csupán az idő függvénye. Mindemellett a mikro környezetben homogénebb hőmérséklet eloszlás, egyenletesebb keveredés érhető el, a nagyobb felület-térfogat arány hatékonyabb, míg a rövidebb diffúziós távolságok gyorsabb reakciót eredményeznek.

### Töltött ágyas reaktor
Ezen típusok tartalmazzák a töltetes oszlopokat vagy patronokat, melyek lehetnek üveg, polimer, vagy rozsdamentes acélból, visszazárható végzárókkal, amikben található egy szűrő lap és/vagy frit. Töltött ágyaknál jellemzően az egész oszlop vagy csatorna szilárd anyaggal van töltve, így a szemcsék elmozdulása korlátozott. Az ágy lehet random apró tárgyakkal feltöltve, mint például Raschig gyűrű (gyűrű alakú tölteléktestet) vagy más specifikus töltet, beágyazva szűrő részegységek közé, amiken keresztülhalad a reakcióelegy. Fontos a töltet szemcsemérete, hiszen a nagyobb szemcsék viszonylag kis felület-térfogat aránnyal rendelkeznek, és mivel a reakció közismerten a felületen játszódik ez ronthatja a szintézis hatékonyságát. Viszont a töltetek szemcseméretének túlon túl való csökkentése sem javasolt, ugyanis ekkor az oszlopon jelentős ellenállás léphet fel, ezáltal használhatatlanná válhat a rendszer.

### Áramlásos reaktorok mérete
A mikroreaktorok illetve a kis méretű áramlásos kémiai reaktorok ideálisak lehetnek különböző laboratóriumi és szintézisfejlesztési kísérletekhez. Flow kémiai reaktorok képesek tonnás nagyságrendben is működni. A BASF például évente több mint, 3000 tonna királis amint termel a lipáz katalizált folyamatos áramlású biotranszformációban.

## Felhasználási területek
Széles körben alkalmazható a szintetikus kémia számos területén, többek között: oxidációk, redukciók, fázistranszfer alkilezések, C-N kötés kialakítások, diazo vegyület előállítások, kutatási és termelési fázisban is.

### Gázreakciók flowban
A laboratóriumi méretű flow reaktorok ideális rendszerek gázbevezetéssel járó folyadék-gáz vagy folyadék-gáz-szilárd fázisú reakciók kivitelezéséhez. Használatuk különösen előnyös mérgező vagy egyéb veszélyes gázok alkalmazása esetén. Áramlásos kémiai rendszerekben eddig legsikeresebb gázreakciók a hidrogénezések és karbonilezési reakciók voltak, azonban más gázok (etilén, ózon) esetében is eredményes volt az addig batch reakciók áramlásos közegbe való adaptációja.

### Fotokémiaireakciók áramlásos reaktorokban
Az áramlásos fotokémia számos előnyt kínál a klasszikus szakaszos üzemű fotokémiai módszerekkel szemben. A fotokémiai reakciókat azon fotonok vezérlik, amelyek képesek a kívánt reakcióban résztvevő molekulákat aktiválni. Az áramlásos kémiai mikroreaktorok nagy felület / térfogataránya maximalizálja a megvilágítást, de ugyanakkor lehetővé teszi a hatékony hűtést is, amivel csökkenthetők a termikus melléktermékek megjelenése.

### Elektrokémiaireakciók áramlásos reaktorokban
Az áramlásos körülmények között megvalósított elektrokémiai reakciók is számos előnnyel rendelkeznek az analóg lombikos eljárásokhoz képest. Az elektrokémiai reakciók, hasonlóan a fotokémiai reakciókhoz, reagens nélküli reakcióknak tekinthetők. Egy folyamatos üzemű átfolyásos elektrokémai reaktorban csökkenteni lehet az elektródok közötti távolságot, ezáltal könnyebben kézben tartható a reakcióba bevitt elektronok száma, így jobban kezelhetőbb és szelektívebb reakciókat lehet kivitelezni. Az újabb fejlesztéseknek köszönhetően az áramlásos kémiai reaktorok és spektroelektrokémiai módszerek kombinálásával több elektronátviteli lépésből álló reakciók és instabil köztitermékek teljes elemzését is el lehet végezni.

### Folyamatos üzemű biotranszformációk
Az optikailag aktív vegyületek egyik korszerű, és zöld előállítási technikája, a folyamatos üzemű áramlásos biotranszformáció. Ennek fontosságát és térhódítását bizonyítja, a már korábban említett BASF amin előállítási példája.  Mind az izolált enzimek, mind egész-sejtes rendszerek alkalmazhatók biokatalizátorként. A rögzített enzimes reaktorok használta a legelterjedtebb számos kedvező tulajdonsága miatt, ugyanis általában nagy áramlási sebességgel is használhatóak és minimális a mellékreakciók előfordulása. A rögzített egész-sejtes rendszerek általában csőreaktorokba töltve (töltött ágyas) használhatók fel, és a megfelelő immobilizálási eljárás esetén megelőzhető a folyamatos működés során az enzim kimosódása, valamint a sejtek újrafelhasználhatók maradnak. A rögzített egész-sejtes biokatalizátorokat áramlásos körülmények között széles körben alkalmazzák, például a hidroláz aktivitású sejteket biodízel előállításban és egész-sejtes Aspergillus oryzae a flurbiprofen kinetikus rezolválásában.

### Tisztítási műveletek áramlásos közegben[29]
A létező módszerek két nagy csoportra oszthatók a többlépéses szintézisben preferált elhelyezkedésük alapján:
- in-line feldolgozás: melléktermék kiszűrése, folyadék-folyadék elválasztás, gáz-folyadék elválasztás, szilárd hordozóhoz kötött gyanták kiszűrése
- végtermék tisztítás: "catch & release" kromatográfia (félfolyamatos), sóképzés és semlegesítés ismétlése többszörös extrakcióval, szimultán mozgóágyas kromatográfia, kristályosítás vagy átkristályosítás (félfolyamatos), centrális megoszlásos kromatográfia (CPC)

### További lehetőségek
Egyre növekszik az érdeklődés a folyamatos áramlásos reaktorokban elvégezhető polimerizációs reakciók iránt is, mint például reverzibilis addíciós-fragmentációs láncátadásos gyökös polimerizáció vagy RAFT polimerizáció.
Folyamatos üzemű áramlásos kémiai technikákat alkalmaztak már nanorészecskék szabályozott előállítására is. A mikroreaktorok elérhető nagyon gyors keveredés és kiváló hőmérséklet szabályozása miatt, kivitelezhető a nanorészecskék egyenletes és szűk részecskeméret-eloszlásban való előállítása.
Az általános előnyeit már egyre többen kezdik megismeri a technológiának, azonban fontos kihangsúlyozni, hogy az áramlásos kémia is csak bizonyos átalakításokban előnyös és nem mindenre megoldás. Ennek megfelelően minden esetben mérlegelni kell, hogy megéri-e folyamatos áramban végezni a reakciót a hagyományos, szakaszos szintézissel szemben. Mivel ez a döntés sosem fehér vagy fekete, kár lenne általános reakciókat beskatulyázni egyik vagy másik csoportba. Számos általánosítás azonban lehetséges a költség-haszon elemzés felgyorsítása érdekében, és amennyiben az áramlásos kémiára esett a választás, egy tapasztalt szakember könnyedén előnyt kovácsolhat a technológiából.